# Trechalea boliviensis
Trechalea boliviensis là một loài nhện trong họ Trechaleidae.
Loài này thuộc chi Trechalea. Trechalea boliviensis được miêu tả năm 1993 bởi Carico.